# 澁谷司
澁谷 司（しぶや つかさ、1953年 - ）は、アジア太平洋交流学会会長。元拓殖大学海外事情研究所 附属華僑研究センター長、元拓殖大学海外事情研究所教授。
専門は、現代中国政治、現代台湾政治、東アジア国際関係論。中国語が堪能で、現代中国の情報を駆使して、多数のメディアで中国共産党の崩壊への過程を論評している。

## 経歴
1953年、東京生まれ。
明治大学付属明治高校 卒業。
東京外国語大学中国語学科卒。東京外国語大学 大学院「地域研究」研究科 修了。
関東学院大学、亜細亜大学、青山学院大学、東京外国語大学などで非常勤講師を歴任。
2004年夏から2005年夏の間、台湾の明道管理学院(現・明道大学)で教員。
2011年4月から2014年3月まで、拓殖大学海外事情研究所附属華僑研究センター長に就任。20年3月まで、拓殖大学海外事情研究所教授。
2019年10月5日、アジア太平洋交流学会(APIS)の20周年記念式典を機に、前 久保田信之会長（現名誉会長）の後を引き継ぎ、新会長に就任した。

## 2020年アメリカ大統領選挙に関する報道
2020年11月16日の時点でAP通信がファクトチェックし偽情報であると発表していたにもかかわらず (但しAP通信のファクトチェックが公平である保証は無い)、澁谷は12月4日の Japan in-Depth で、大統領選におけるバイデン陣営の不正の証拠となりうるフランクフルトのサイトル社のドミニオンのサーバーを米軍が没収し、その際の銃撃戦でCIA1人とデルタフォース5人が死亡、ペンシルベニア州で州議会が勝者を決定する事になったと記載、記事がヤフーニュースやブロゴスで配信された。12月8日にJapan in-Depth 側が補記として否定証言がある旨を記載したが、謝罪や削除などの措置はとらなかった。12月24日には再び Japan in-Depth の「激戦州6州とニューメキシコ州は、議会が別の共和党選挙人を選び、トランプ大統領に投票した」と記載した澁谷の記事がヤフーなどでも配信されたが、その情報の出典として澁谷があげていた英語記事は、実際にはそれを否定する内容であった。但し、それら7州ではバイデン候補に加え共和党からはトランプ大統領への選挙人投票も同時に送られ、それらトランプ大統領への投票は1月6日の両院合同議会において採決により否決された。

## 著作
- 『戦略を持たない日本 子どもや孫に誇れる国づくりへ』リュウ・ブックス―アステ新書、経済界、2007年8月1日、ISBN 978-476671035-9
- 『中国高官が祖国を捨てる日 - 中国が崩壊する時、世界は震撼する』経済界新書、2013年1月25日、ISBN 978-476672043-3
- 『人が死滅する中国汚染大陸 超複合汚染の恐怖』(経済界)、経済界新書、2014年7月25日、ISBN 978-476672056-3
- 『2017年から始まる! 「砂上の中華帝国」大崩壊』電波社、2017年1月25日、ISBN 978-486490084-3

## メディア出演・掲載等

### メディア出演
- 2016年1月26日、「TOKYO FM WORLD」特集『台湾総統選! これからどうなる!?』
- 2016年12月13日、「あしたのコンパス」フジテレビ、トランプ氏「一つの中国」制約に言及
- 2018年 『ワイドナショー』フジテレビ、中国の政治事情

### 記事掲載
- 幸福の科学出版「ザ・リバティWeb」: 澁谷司の記事
- Japan In-depth: 澁谷司の記事